# Programmschaltwerk
Ein Programmschaltwerk  (englisch: cam switch oder cam controller), auch Programmgeber, Programmschalter oder vereinfachend Trommelschalter genannt, ist ein elektromechanisches Bauteil, das dazu dient, den Programmablauf elektrischer Geräte zu steuern. Programmschaltwerke waren typisch für Waschmaschinen-Vollautomaten und sind mittlerweile durch elektronische Steuerungen ersetzt worden.

## Funktion
Ein Motor, meist ein Synchronmotor mit nachgeschalteter Untersetzung, treibt mit niedriger Drehzahl eine Welle an, auf der Nockenscheiben angeordnet sind (Nockenschaltwerk). Eine weitere Variante ist ein Schrittschaltwerk mit Klinke und Elektromagnet, der bei Anziehen immer genau einen Schritt weiterschaltet. Die Nocken betätigen die Schalter für die Komponenten wie Heizung, Pumpe oder Wasserventil. Zusätzlich sind Steuerkontakte vorhanden, die Sensoren (Füllstand, Temperatur) um- und zuschalten sowie den Nockenschalterantrieb programm- und sensorsignalabhängig stoppen oder starten. Die Programmwahl erfolgt durch einen Drehgriff.

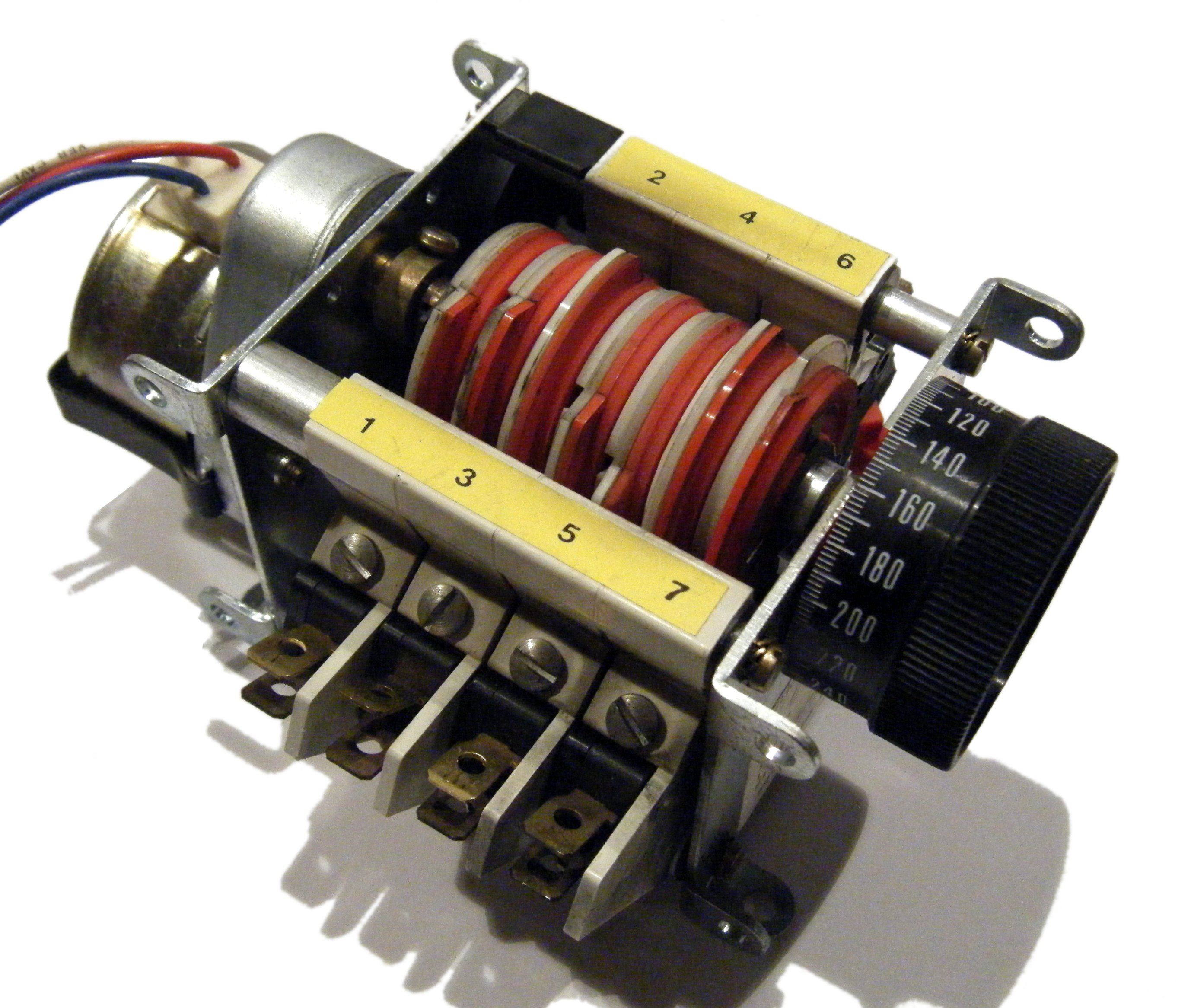
Nockenschaltwerk mit sieben Leistungs-Kontakten

Ein typisches Einsatzbeispiel waren Waschmaschinen, Wäschetrockner und Geschirrspülmaschinen. Die Art der Steuerung ist eine Ablaufsteuerung.
Programmschaltwerke sind durch elektronische Schaltungen mit Mikrocontrollern, entsprechender Firmware und die Nockenschalter sind durch Relais und Triacs ersetzt worden, da solche Lösungen vielseitiger und zuverlässiger sind.